# Monastère de Vujan
Pour les articles homonymes, voir Vujan.
Le monastère de Vujan, en serbe cyrillique Манастир Вујан, est un monastère orthodoxe serbe situé à Prislonica, sur le territoire de la ville de Čačak et dans le district de Moravica, en Serbie. Il est inscrit sur la liste des monuments culturels de grande importance de la république de Serbie (identifiant no SK 378),,,.
L'église du monastère est dédiée à l'archange saint Michel.

## Localisation

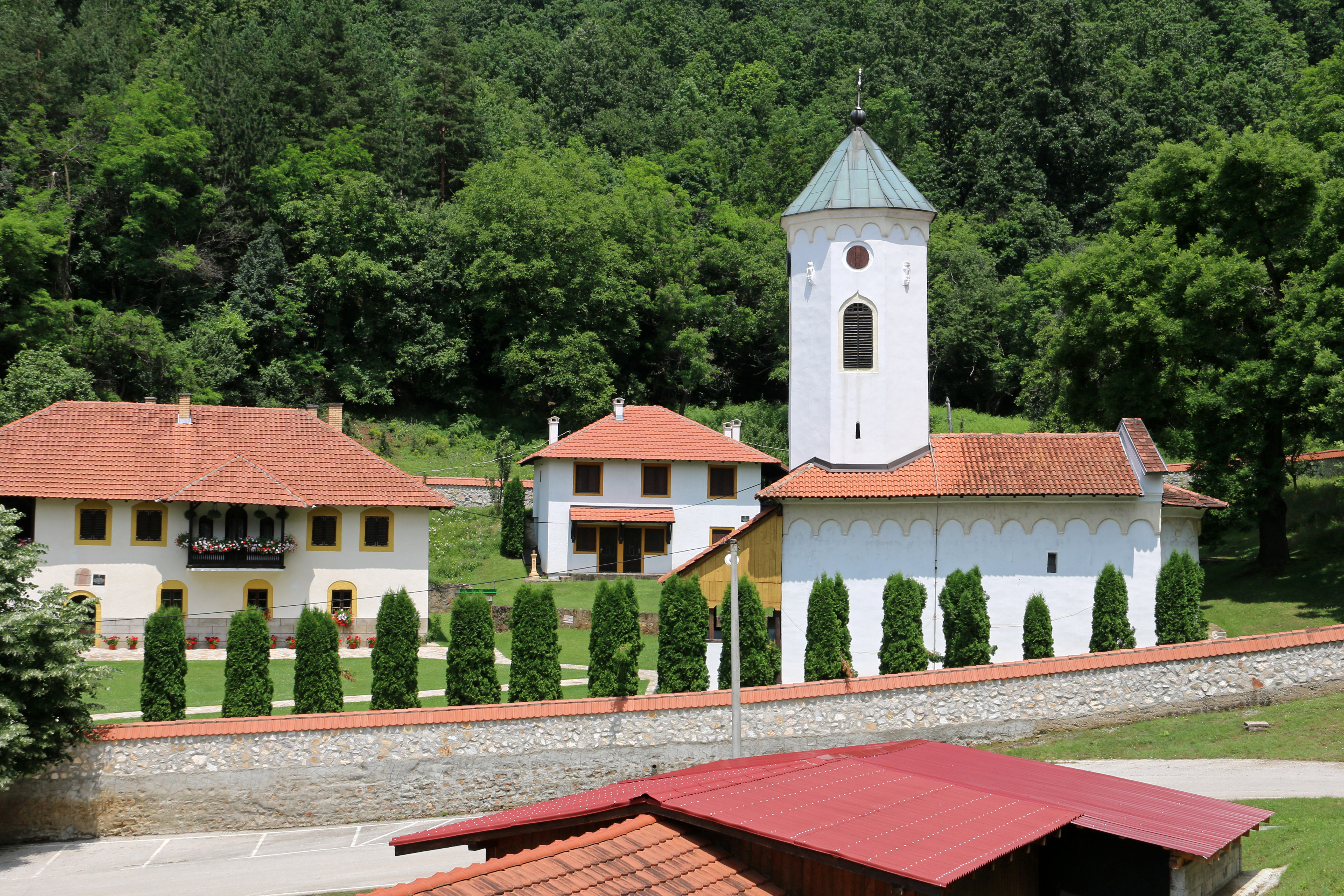
Vue d'ensemble du monastère.

Le monastère est situé sur les pentes boisées du mont Vujan, dans le village de Prislonica non loin de Čačak.

## Historique
L'actuel monastère est construit près des fondations du monastère en ruines d'Obrovin, fondé au Moyen Âge à une date inconnue,. Laissé à l'abandon à la fin du XVIe siècle, il a été reconstruit en 1805 par le voïvode Nikola Milićević Lunjevica (1776-1842) qui a participé au soulèvement de Takovo, ; Ljunevica était le grand-père de Draga Mašin, la dernière reine de la dynastie des Obrenović ; il a fait enterrer sa grand-mère dans l'église du nouveau monastère. Le voïvode Lazar Mutap (vers 1775-1815), célèbre héros du premier et du second soulèvement serbe contre les Ottomans, a été enterré dans le narthex de l'église,,. Le konak (résidence monastique) a été construit en 1853 à la demande du prince Alexandre Karađorđević,.

Le vieux konak dans le monastère.

## Architecture
L'église est constituée d'une nef unique prolongée par une abside demi-circulaire et précédée par un narthex au-dessus duquel se dresse une haute tour-clocher ; elle est dotée d'un porche ouvert en bois,. Les seules décorations sur les façades consistent en une frise dentelée légèrement profilée sous la corniche du toit et en des lions tenant dans leurs pattes une tête humaine représentés sur les pans du clocher,. L'édifice a été construit en pierres concassées et taillées recouvertes de plâtre,.
Une fresque datant de 1808, œuvre des peintres Stojan et Jeremije, a été copiée par Rafailo Marković de Macédoine lors de la restauration l'église entre 1939 et 1943 ; une nouvelle iconostase a alors été installée,.

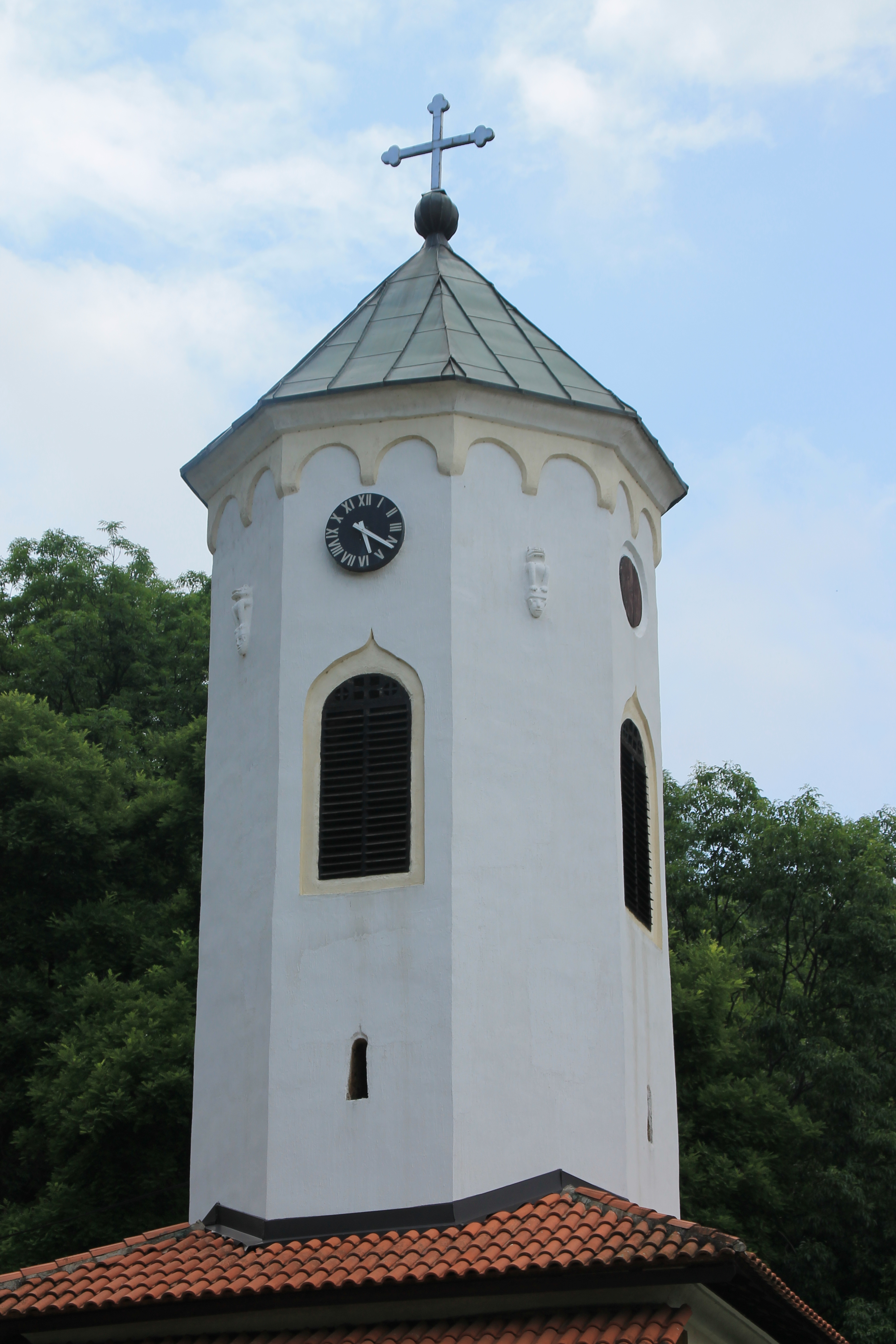
Vue du clocher.
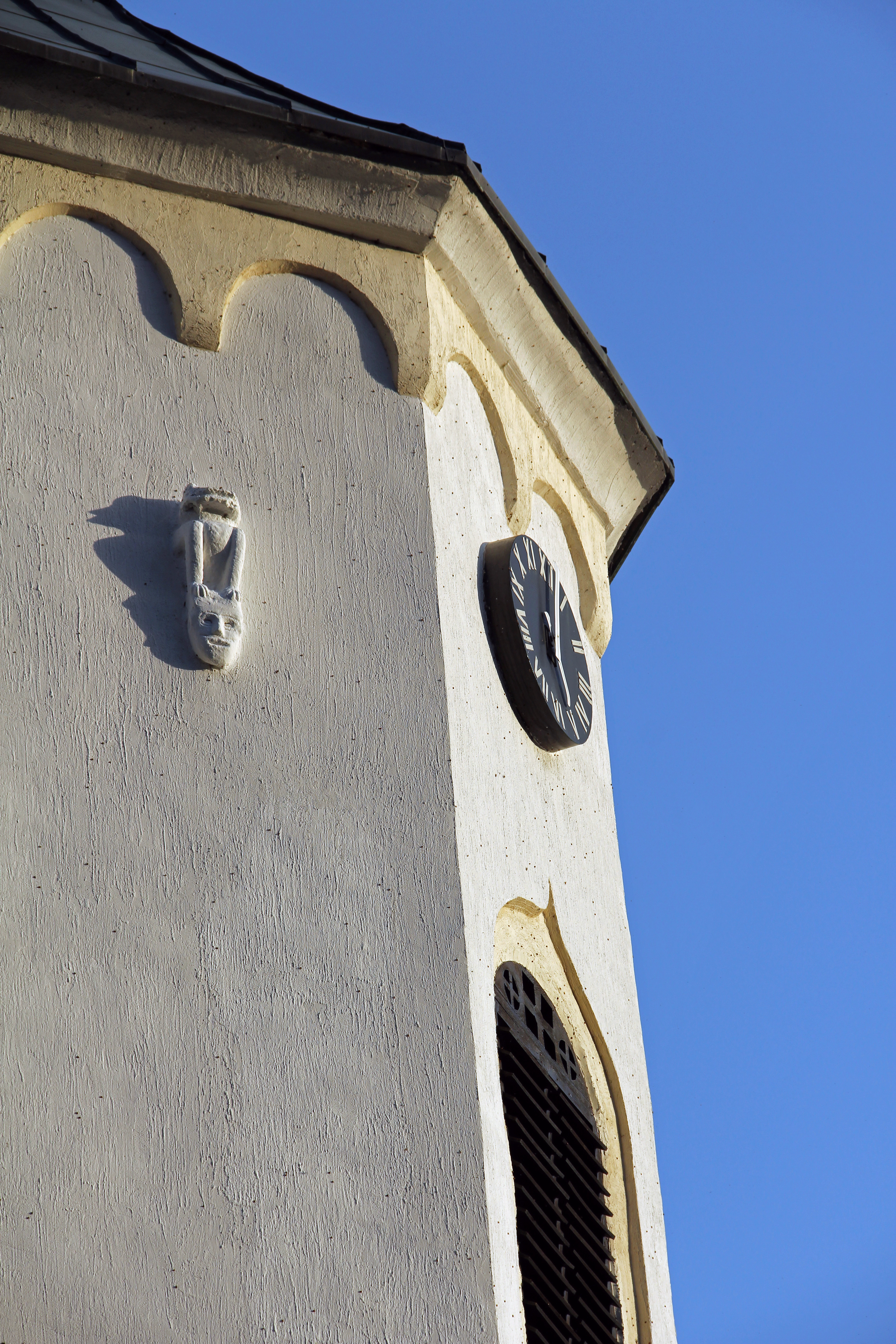
Détail de la décoration du clocher.
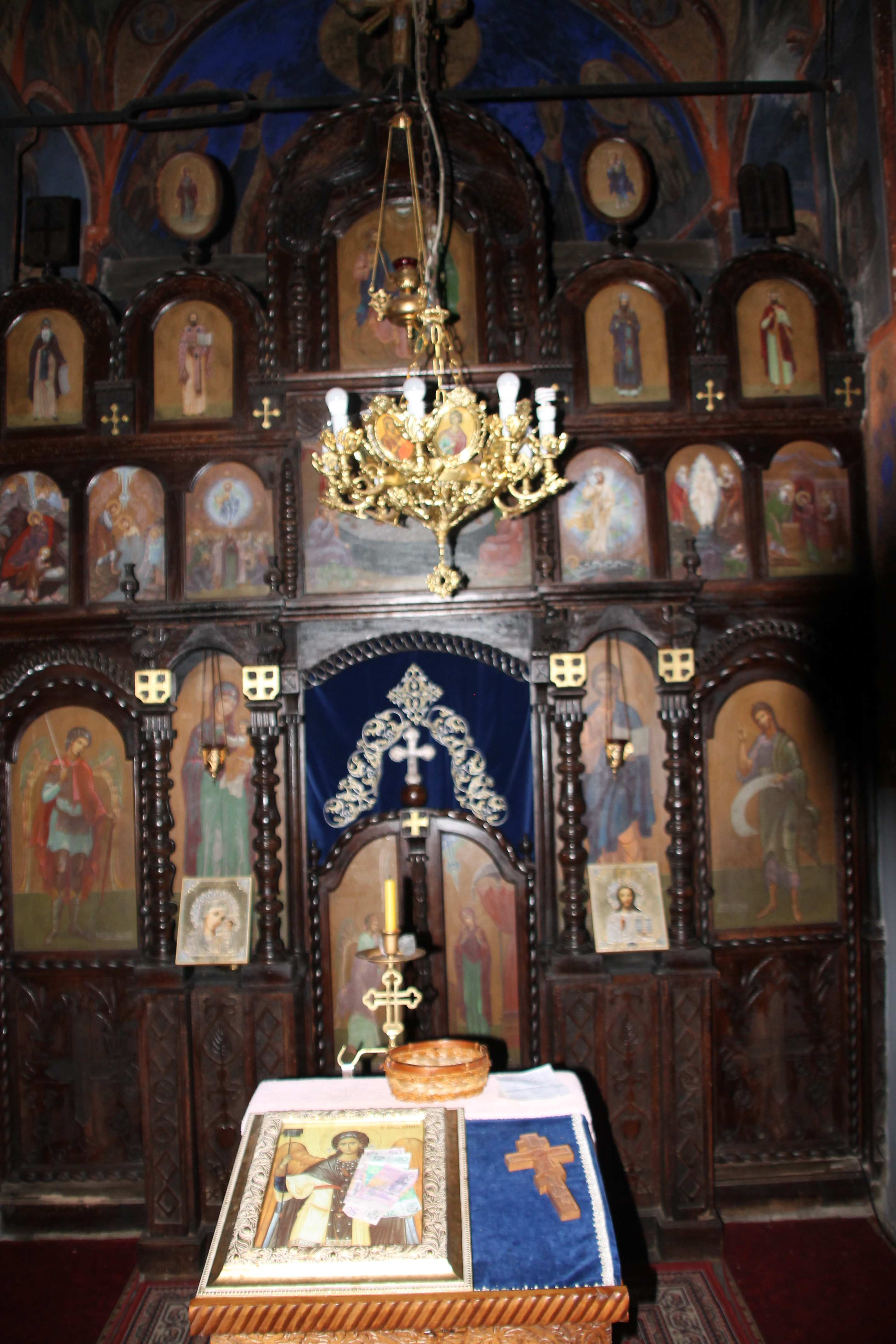
L'iconostase de l'église.
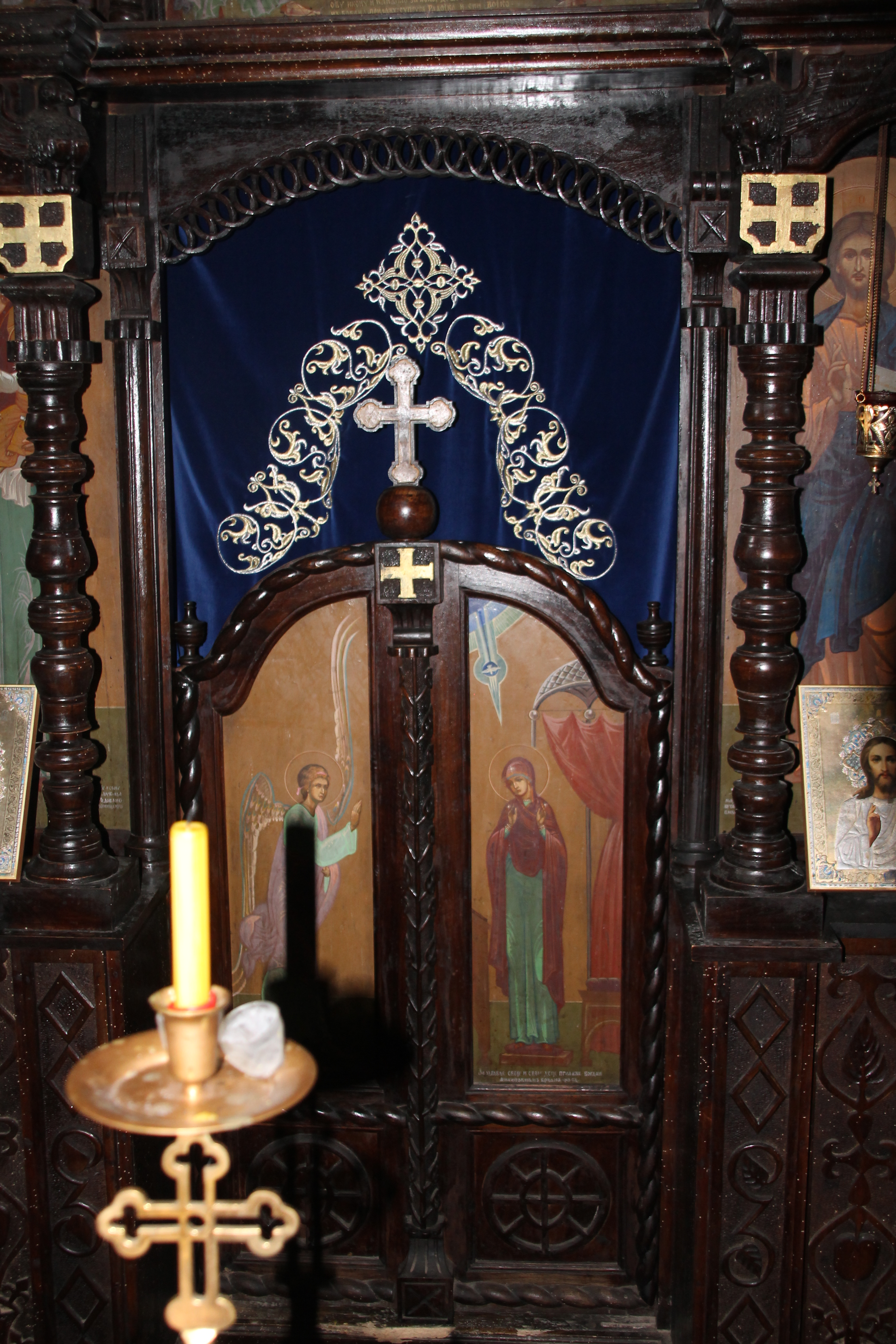
Détail des « portes royales ».
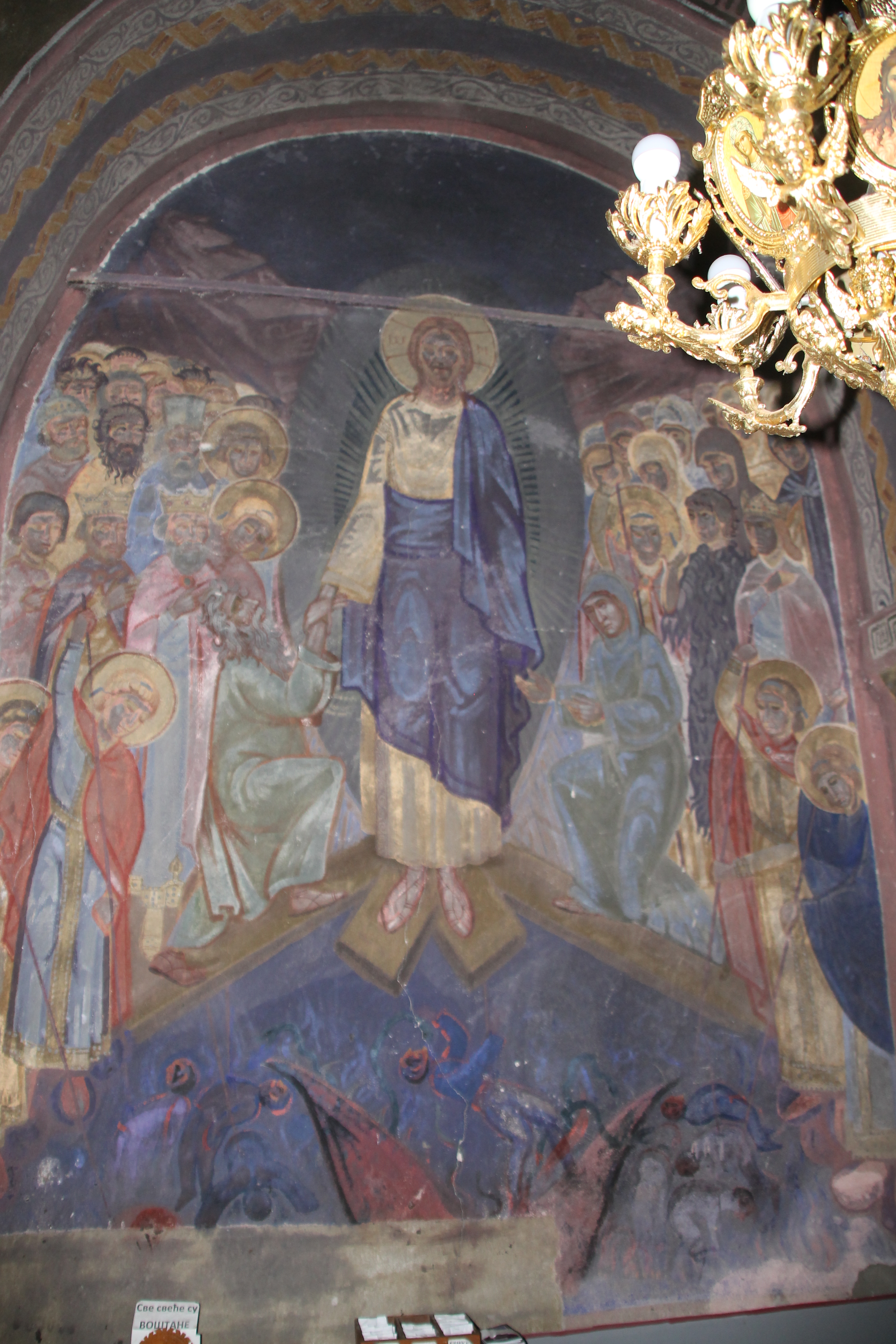
Fresque dans l'église.
Autre fresque dans l'église.
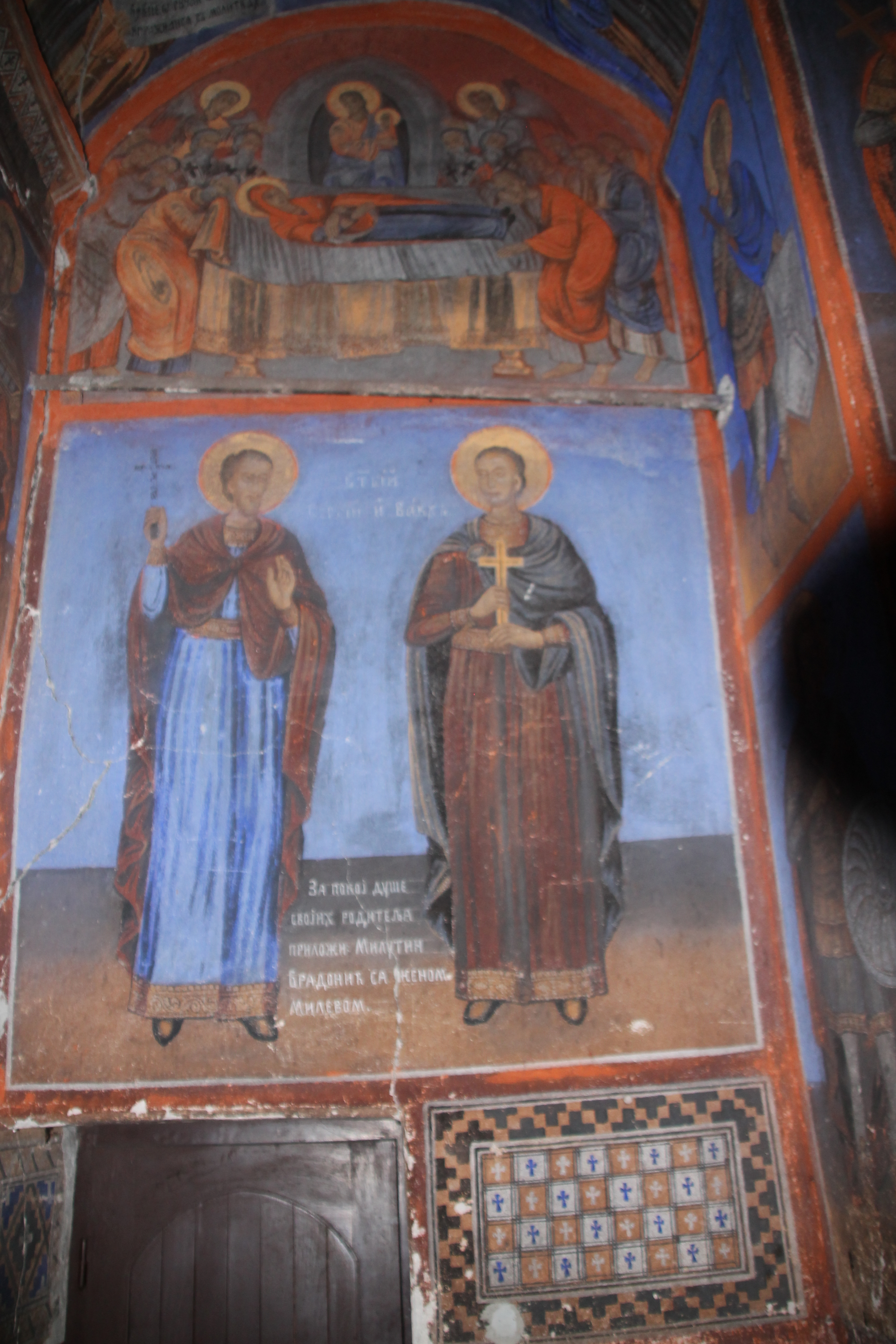
Autre fresque, avec la Dormition de la Mère de Dieu.